# 竹林龙胆
竹林龙胆（学名：Gentiana bambuseti）为龙胆科龙胆属下的一个种。

## 扩展阅读
- 維基物種上的相關：竹林龙胆